# Zenevredo
Zenevredo (Zanavré in dialetto oltrepadano) è un comune italiano di 493 abitanti della provincia di Pavia in Lombardia. Si trova nelle colline dell'Oltrepò Pavese, a poca distanza dalla pianura, alla destra del torrente Versa.

## Geografia fisica

### Territorio
Il borgo di Zenevredo è caratterizzato da un ambiente prevalentemente collinare, tipico della bassa padana, con un'altezza massima di 205 m s.l.m. e una minima di 82.

## Storia
Le prime tracce della storia di Zenevredo sembrano risalire al VII secolo quando un gruppo di monaci benedettini incominciò ad abitare queste terre e probabilmente a erigervi gli edifici di una prima comunità monastica.
Zenevredo è tra i centri che nel 1164 furono, per diploma imperiale, posti sotto la giurisdizione di Pavia: doveva dunque essere un luogo di una certa importanza, dotato di un castello e una propria signoria locale. All'epoca il borgo era noto col toponimo di Cenevretum, divenuto poi Zenepretum o appunto in italiano "ginepreto", luogo ove nascono i ginepri.
Zenevredo apparteneva al Monastero pavese di Santa Maria Teodote, detto della Pusterla, per cui il paese era anche chiamato Zenevredo della Pusterla. Passata sotto il dominio spagnolo da soli due anni, Zenevredo compare nuovamente nell'elenco delle dichiarazioni del focatico del principato di Pavia nell'anno 1537 e viene indicata come appartenente alla Congregazione rurale dell'Oltrepò e Siccomario.
Il comune rimase in area lombarda sino al 1743 quando, con il Trattato di Worms, la comunità passò sotto il dominio dei Savoia del Piemonte, venendo compresa da subito tra quei comuni che inviarono un proprio rappresentante a Voghera nel consesso dei proprietari terrieri. All'epoca il comune di Zenevredo era composto da un sindaco e da quattro consiglieri comunali. Con la fine del feudalesimo ebbe fine anche la signoria del monastero locale (1797).
All'anno 1800 risalgono le prime disposizioni napoleoniche relative al comune di Zenevredo con la nomina dei nuovi sindaci e l'inserimento nel dipartimento di Marengo. Nel 1802 i consiglieri comunali vennero elevati al numero di dieci con la durata in carica di tre anni. Nel 1805 il comune passa nel dipartimento di Genova.
Con la Restaurazione, nel 1815 Zenevredo passò nel mandamento di Montù Beccaria, nella provincia di Voghera, tornando quindi sotto i Savoia con cui rimase sempre nel 1859 quando, con la conquista della Lombardia da parte dell'esercito franco-piemontese, il comune venne compreso nella provincia di Pavia.

## Società

### Evoluzione demografica
Abitanti censiti

## Amministrazione

### Comunità montane
Faceva parte della fascia bassa della Comunità Montana Oltrepò Pavese.